# Griesheim-près-Molsheim
Pour les articles homonymes, voir Griesheim.
Griesheim-près-Molsheim (Griese ou Griese bei Molse en alsacien, Griesheim bei Molsheim en allemand) est une commune française située dans la circonscription administrative du Bas-Rhin et, depuis le 1er janvier 2021, dans le territoire de la Collectivité européenne d'Alsace, en région Grand Est.
Cette commune se trouve dans la région historique et culturelle d'Alsace.
Elle fait partie des neuf communes formant la Communauté de communes des Portes de Rosheim.

## Homonymie
- Il ne faut pas confondre Griesheim-près-Molsheim avec Griesheim-sur-Souffel, village situé au nord de Strasbourg. D’autant que les deux Griesheim alsaciens sont distants de moins de vingt kilomètres l’un de l’autre.
- Griesheim est également une ancienne commune située à une quarantaine de kilomètres de Griesheim-près-Molsheim, de l’autre côté du Rhin et aujourd’hui rattachée à Offenbourg dont elle est éloignée de 4 km au nord-ouest.
- Griesheim est enfin une ville allemande de 25 000 habitants sise dans la même plaine du Rhin mais à 200 km en aval, direction plein nord. Située aujourd’hui en banlieue de Darmstadt, la ville est connue pour abriter le complexe de Dagger, plus grosse succursale européenne de l’agence de surveillance américaine NSA.

## Géographie
Griesheim se situe entre les petites villes de Molsheim et Obernai, à environ 5 km de chacune d’elles. L’aéroport de Strasbourg-Entzheim est distant d’environ 8 km au nord-est, le centre-ville de Strasbourg à 18 km au nord-est à vol d’oiseau, et à 23 km par l’autoroute. Située dans la vaste plaine agricole du Rhin, Griesheim est distante d’une vingtaine de km du fleuve Rhin à l’est, et à moins d’une dizaine de km des premiers contreforts vosgiens boisés à l’ouest. Les communes limitrophes sont Bischoffsheim, Rosheim, Altorf, Innenheim et Dorlisheim.
Griesheim possède un ban communal peu étendu : avec 4,6 km², elle est deux fois moins étendue que la surface moyenne des communes du Bas-Rhin (9,2 km²). Du fait de sa proximité avec Strasbourg et de son développement urbain depuis les années 1960, Griesheim possède une proportion des terres agricoles moins élevée que ses voisines.
La commune est traversée d’ouest en est par le petit ruisseau Rosenmmer [littéralement, le « ruisseau des Roses »], qui prend sa source à Rosenwiller, contourne le village de Griesheim par le sud, et va plus loin se jeter dans l’Ehn, affluent de l’Ill et sous-affluent du Rhin, à hauteur d’Innenheim.

### Communes limitrophes
| Dorlisheim    | Altorf                  | Altorf    |
| Rosheim       | Griesheim-près-Molsheim | Innenheim |
| Bischoffsheim | Bischoffsheim           | Innenheim |

### Hydrographie

#### Réseau hydrographique
La commune est dans le bassin versant du Rhin au sein du bassin Rhin-Meuse. Elle est drainée par le ruisseau le Rosenmeer,.
Le Rosenmeer, d'une longueur de 13 km, prend sa source dans la commune de Rosenwiller et se jette  dans l'Ehn à Innenheim, après avoir traversé quatre communes. 

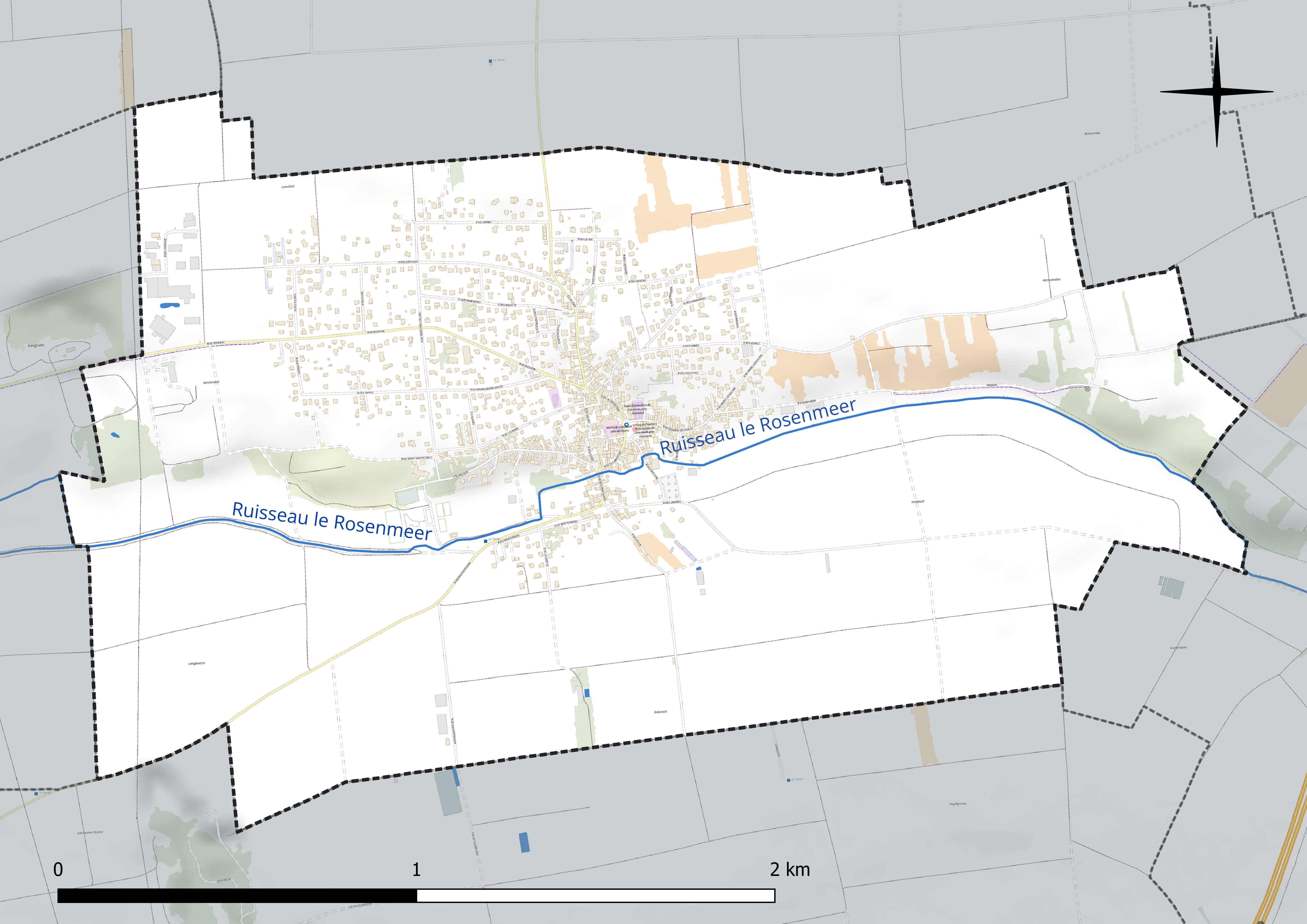
Réseau hydrographique de Griesheim-près-Molsheim.

#### Gestion et qualité des eaux
Le territoire communal est couvert par le schéma d'aménagement et de gestion des eaux (SAGE) « Ill Nappe Rhin ». Ce document de planification concerne la nappe phréatique rhénane, les cours d'eau de la plaine d'Alsace et du piémont oriental du Sundgau, les canaux situés entre l'Ill et le Rhin et les zones humides de la plaine d'Alsace. Le périmètre s’étend sur 3 596 km2. Il a été approuvé le 17 janvier 2005. La structure porteuse de l'élaboration et de la mise en œuvre est la région Grand Est. 
La qualité des cours d’eau peut être consultée sur un site dédié géré par les agences de l’eau et l’Agence française pour la biodiversité. 

### Climat
Pour des articles plus généraux, voir Climat du Grand Est et Climat du Bas-Rhin.
En 2010, le climat de la commune est de type climat des marges montargnardes, selon une étude du Centre national de la recherche scientifique s'appuyant sur une série de données couvrant la période 1971-2000. En 2020, Météo-France publie une typologie des climats de la France métropolitaine dans laquelle la commune est exposée à un climat semi-continental et est dans une zone de transition entre les régions climatiques « Vosges » et « Alsace ». 
Pour la période 1971-2000, la température annuelle moyenne est de 10,4 °C, avec une amplitude thermique annuelle de 17,8 °C. Le cumul annuel moyen de précipitations est de 636 mm, avec 8,1 jours de précipitations en janvier et 10,1 jours en juillet. Pour la période 1991-2020, la température moyenne annuelle observée sur la station météorologique de Météo-France la plus proche, « Strasbourg-Entzheim », sur la commune d'Entzheim à 9 km à vol d'oiseau, est de 11,4 °C et le cumul annuel moyen de précipitations est de 635,7 mm. 
La température maximale relevée sur cette station est de 38,9 °C, atteinte le 25 juillet 2019 ; la température minimale est de −23,6 °C, atteinte le 23 janvier 1942,,. 
Les paramètres climatiques de la commune ont été estimés pour le milieu du siècle (2041-2070) selon différents scénarios d'émission de gaz à effet de serre à partir des nouvelles projections climatiques de référence DRIAS-2020. Ils sont consultables sur un site dédié publié par Météo-France en novembre 2022.

## Urbanisme

### Typologie
Au 1er janvier 2024, Griesheim-près-Molsheim est catégorisée bourg rural, selon la nouvelle grille communale de densité à sept niveaux définie par l'Insee en 2022.
Elle appartient à l'unité urbaine de Griesheim-près-Molsheim, une unité urbaine monocommunale constituant une ville isolée,. Par ailleurs la commune fait partie de l'aire d'attraction de Strasbourg (partie française), dont elle est une commune de la couronne,. Cette aire, qui regroupe 268 communes, est catégorisée dans les aires de 700 000 habitants ou plus (hors Paris),.

### Occupation des sols
L'occupation des sols de la commune, telle qu'elle ressort de la base de données européenne d’occupation biophysique des sols Corine Land Cover (CLC), est marquée par l'importance des territoires agricoles (70,9 % en 2018), en diminution par rapport à 1990 (77 %). La répartition détaillée en 2018 est la suivante : 
terres arables (65,9 %), zones urbanisées (26 %), prairies (5,1 %), zones industrielles ou commerciales et réseaux de communication (3,1 %). L'évolution de l’occupation des sols de la commune et de ses infrastructures peut être observée sur les différentes représentations cartographiques du territoire : la carte de Cassini (XVIIIe siècle), la carte d'état-major (1820-1866) et les cartes ou photos aériennes de l'IGN pour la période actuelle (1950 à aujourd'hui).

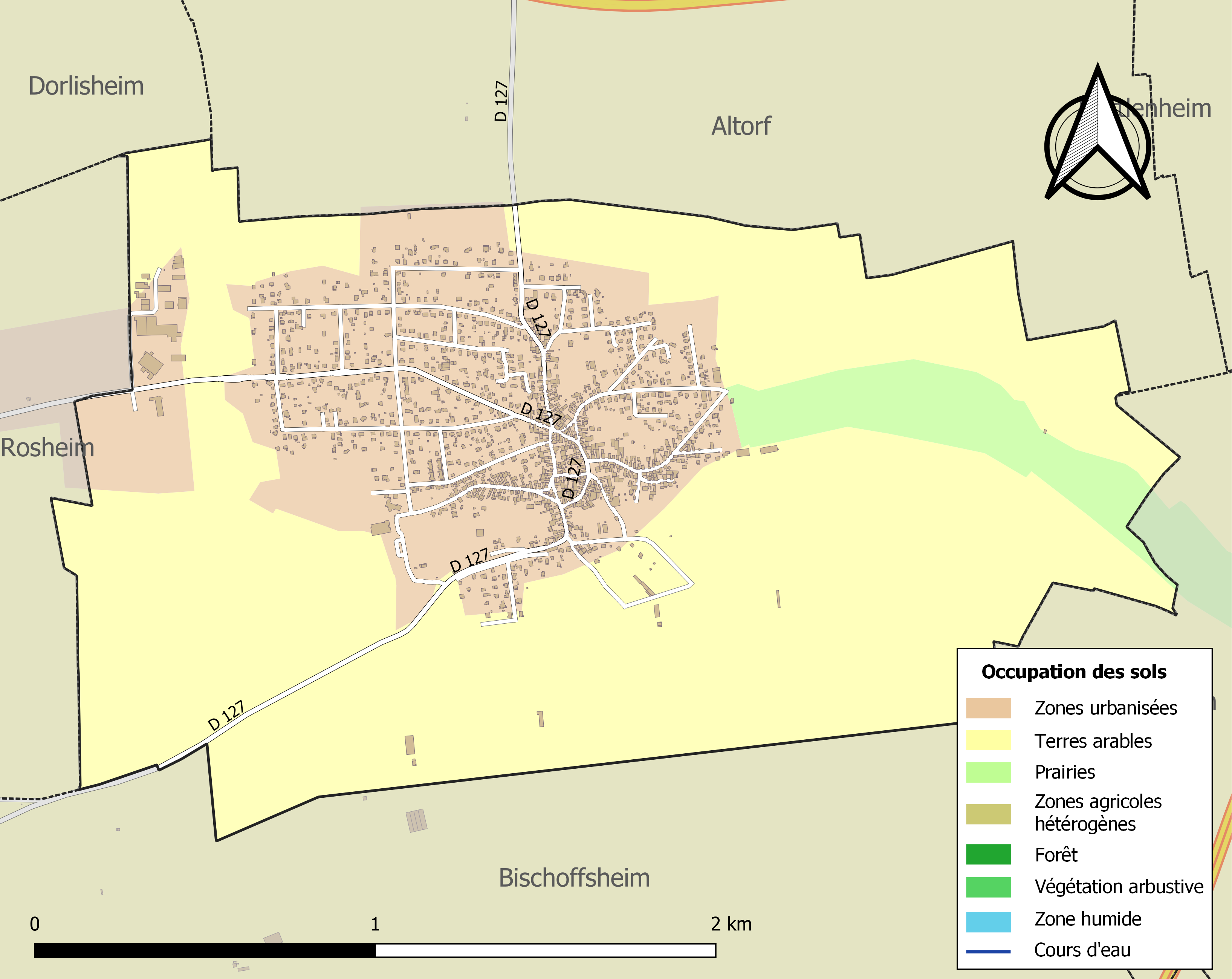
Carte des infrastructures et de l'occupation des sols de la commune en 2018 (CLC).

## Histoire

### Toponymie

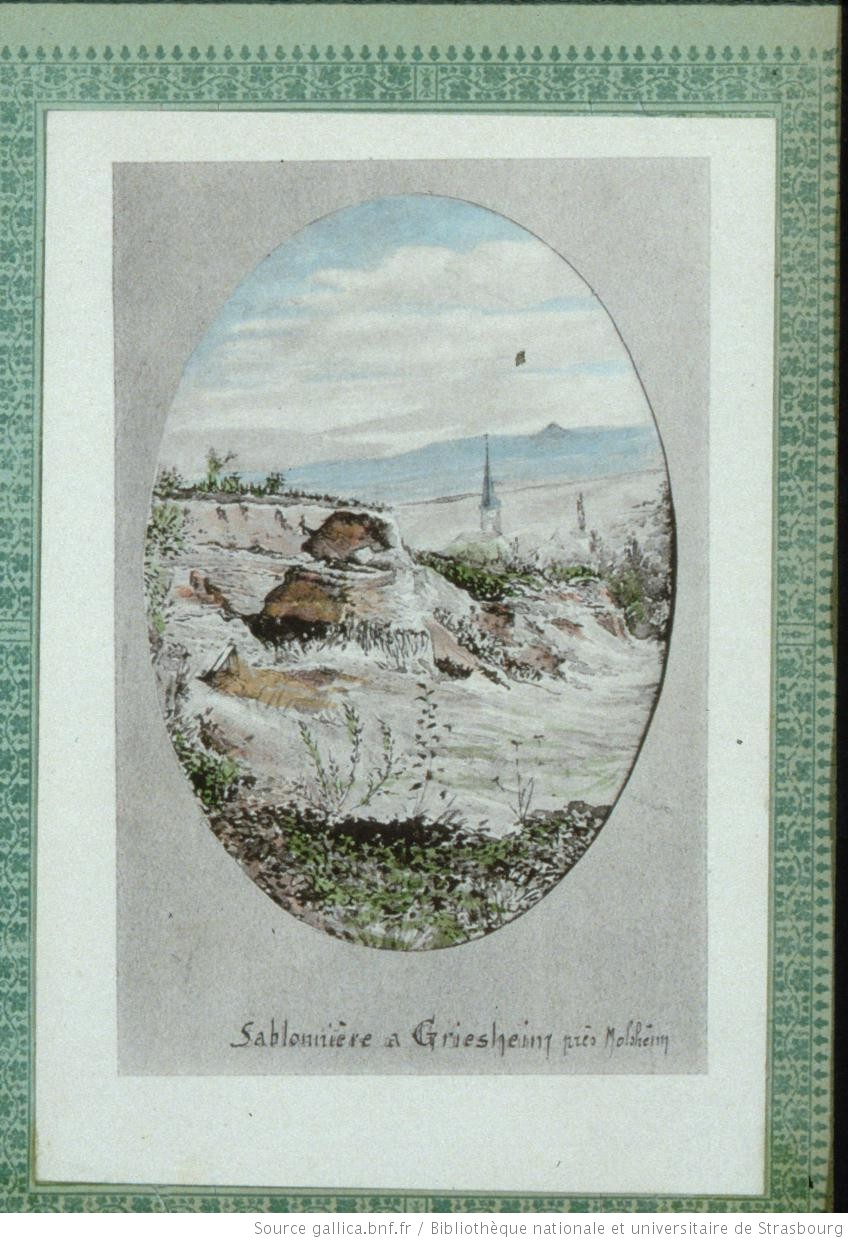

Il semble que l’origine formée sur l’alsacien gries, « sable » et du suffixe heim, « foyer » ou « village » soit seulement valable pour son homonyme Griesheim-sur-Souffel. Ce qui paraissait pourtant vraisemblable, eu égard au sol très sableux de la commune, qui a longtemps accueilli d’ailleurs une sablière.
Grisheim-près-Molsheim aurait pris nom à partir du celtique « craig » qui veut dire petit endroit.

### Les origines
Au lieu-dit Lutzelfeld, au sud de la route de Rosheim, des fouilles archéologiques, menées à la suite d’un décapage illicite, ont mis au jour des vestiges d’une ou deux sépultures (dont une en cercueil) probablement gallo-romaines. On sait aussi que le « Gloeckelsberger Hohenweg » est ancienne voie romaine longeant, entre Rosheim et Griesheim près de Molsheim, sur sa rive gauche, le ruisseau de Rosenmeer.
Au IXe siècle, le village s’est appelé successivement Creachesheim puis Creuhesheim.
En 1187, la localité se nommait Cregsheim, du celtique « craig » qui veut dire petit endroit.
Possession de l’évêché de Strasbourg en 1432, le village a été vendu par l’évêque aux nobles de Landsberg. Les Landsberg, convertis au luthéranisme au moment de la Réforme, introduisirent le protestantisme à Griesheim en 1570.
En 1592, au cours de la terrible guerre des Évêques, le village fut envahi et incendié par une bande de mercenaires palatins et lorrains. Peu de personnes échappèrent à cette tuerie. 70 ans plus tard, après la guerre de Trente Ans, Griesheim ne comptait plus que 41 femmes et une trentaine d’hommes.
En 1623, l’évêque Léopold de Habsbourg revendiqua ses droits sur Griesheim et en redevint le propriétaire.
Ainsi disparut complètement la domination seigneuriale des Landsberg. Cette situation demeura inchangée jusqu’à la Révolution.
En 1706 eut lieu un gigantesque incendie.
En 1790, la commune fut intégrée au canton de Rosheim qu’elle quitta pour celui d’Erstein en 1802. Ce n’est qu’en 1828 que Griesheim retrouve son canton d’origine.
L’église originelle se trouvait avec le cimetière à l’extérieur du village sur le versant sud du Rosenmeer. Éloignée du centre du village, la paroisse est longtemps desservie par les moines de l’abbaye voisine d’Altorf. En 1873, décision est prise de construire une église au centre du village, qui sera inaugurée en 1884. Ce qui subsiste aujourd’hui de l’ancienne église sert de « Kirchhofskapelle » qu’on peut traduire par chapelle du cimetière. Le chœur de cette chapelle est l’ancienne sacristie bâtie en l’an 1685. La voûte a été conservée telle qu’elle était.

### Époque contemporaine
La création d'un lotissement entre 1962 et 1982 provoque un doublement progressif de la population comme le montre la courbe de l’évolution démographique ci-après.

### Héraldique

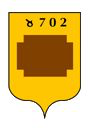
Premier blason de Griesheim.

| Blason de Griesheim-près-Molsheim | Blason  | De sinople à la chèvre saillante d'argent sur un monticule de trois coupeaux d'or mouvant de la pointe. |
| Blason de Griesheim-près-Molsheim | Détails | C’est un sceau de 1688 qui atteste l’existence du premier blason que l’on retrouve également sur les anciennes pierres-bornes. Il représente le rouleau brise-mottes, outil de la vie quotidienne très répandu dans nos campagnes. Quelques années plus tard, toujours sous le règne de Louis XIV, d’autres armoiries de Griesheim sont apparues dans l'Armorial de la généralité d’Alsace. Elles représentent un bouc et sont, peut-être, les marques du régisseur Von Bock à l’époque où Griesheim appartenait aux nobles de Landsberg. |

## Politique et administration

### Liste des maires
| Période                                  | Période                   | Identité               | Étiquette | Qualité                                                                     |
| ---------------------------------------- | ------------------------- | ---------------------- | --------- | --------------------------------------------------------------------------- |
| Les données manquantes sont à compléter. |                           |                        |           |                                                                             |
| 1738                                     | 1762                      | Laurent Meyer          |           | Agriculteur                                                                 |
| 1791                                     | 1799                      | Nicolas Frey           |           | Agriculteur                                                                 |
| 1799                                     | 1805                      | Cyriaque Maetz         |           | Laboureur                                                                   |
| Les données manquantes sont à compléter. |                           |                        |           |                                                                             |
| 1947                                     |                           | Lucien Erb (1917-1967) |           | Propriétaire de l'auberge À l'Arbre Vert «‘s Gàlla »                        |
| Les données manquantes sont à compléter. |                           |                        |           |                                                                             |
|                                          |                           | Eugène Maetz           |           | A une rue à son nom                                                         |
| Les données manquantes sont à compléter. |                           |                        |           |                                                                             |
| mars 1983                                | mars 2014                 | Guy Erb                |           | Conseiller de gestion Président de la CC du canton de Rosheim (2001 → 2014) |
| mars 2014                                | En cours (au 31 mai 2020) | Christophe Friedrich   | DVD       | Employé 4e vice-président de la CC des Portes de Rosheim                    |

## Économie

### Commerces
- Boulangerie
- Boucherie
- Poissonnerie
- Restaurant

### Artisans
- Photographe
- Électricien
- Menuisier
- Maçon
- Paysagiste
- Garage automobile
- Informaticien créateur de sites internet
- Coiffures à domicile (2)
- Agence bancaire

### Entreprises
- fromagerie (chèvre),
- gaz en bouteille,
- revêtements de sols (2),
- travaux publics (2),
- transport routier,
- fabricant de luminaires : c’est un produit griesheimois qui éclaire notamment les Place Vendôme, place du Luxembourg, place du Trocadéro, l’Arc de Triomphe et le Carrousel du Louvre à Paris,
- placage bois,
- réparation d’équipement de communication,
- études et réalisations d’usines.

## Démographie
L'évolution du nombre d'habitants est connue à travers les recensements de la population effectués dans la commune depuis 1793. Pour les communes de moins de 10 000 habitants, une enquête de recensement portant sur toute la population est réalisée tous les cinq ans, les populations de référence des années intermédiaires étant quant à elles estimées par interpolation ou extrapolation. Pour la commune, le premier recensement exhaustif entrant dans le cadre du nouveau dispositif a été réalisé en 2006.

En 2022, la commune comptait 2 341 habitants, en évolution de +8,18 % par rapport à 2016 (Bas-Rhin : +3,17 %, France hors Mayotte : +2,11 %).
| 1793 | 1800 | 1806 | 1821 | 1831 | 1836 | 1841 | 1846 | 1851 |
| ---- | ---- | ---- | ---- | ---- | ---- | ---- | ---- | ---- |
| 430  | 368  | 589  | 673  | 747  | 799  | 791  | 850  | 900  |

| 1856 | 1861 | 1866 | 1871  | 1875 | 1880  | 1885 | 1890  | 1895  |
| ---- | ---- | ---- | ----- | ---- | ----- | ---- | ----- | ----- |
| 887  | 967  | 992  | 1 024 | 984  | 1 016 | 997  | 1 003 | 1 001 |

| 1900 | 1905 | 1910 | 1921 | 1926 | 1931 | 1936 | 1946 | 1954 |
| ---- | ---- | ---- | ---- | ---- | ---- | ---- | ---- | ---- |
| 956  | 930  | 898  | 827  | 811  | 815  | 819  | 794  | 787  |

| 1962 | 1968 | 1975  | 1982  | 1990  | 1999  | 2006  | 2011  | 2016  |
| ---- | ---- | ----- | ----- | ----- | ----- | ----- | ----- | ----- |
| 766  | 802  | 1 094 | 1 309 | 1 503 | 1 722 | 1 904 | 2 077 | 2 164 |

| 2021  | 2022  | - | - | - | - | - | - | - |
| ----- | ----- | - | - | - | - | - | - | - |
| 2 303 | 2 341 | - | - | - | - | - | - | - |

## Personnalités liées à la commune

### Patronymes griesheimois
Parmi les patronymes (noms de famille) rencontrés dans les registres paroissiaux du 17e siècle, on note la trentaine de noms suivants :
Braun, Caron, Eber, Erb, Georg, Georges, Hans, Hantz, Jeb, Jel / Jehl, Kilian, Lutt, Lux, Maetz / Mätz / Metz, Meyer, Michel, Ott, Peter, Roth, Rudolff, Schott, Schneider, Schroetter, Schuler / Schuller, Stroh, Vogt, Weiss, Zehnacker

## Patrimoine

### Lieux et monuments
- Église Saint-Alexis (1884). La décision de construction de la nouvelle église au centre du village date de 1873 ; en 1878 monseigneur Raess en visite l'emplacement, le devis effectué en 1881 par l'architecte Albert Brion de Strasbourg est accepté, et l’adjudication est donnée en 1882 à l'entrepreneur de maçonnerie Bottlaender de Neuwiller-lès-Saverne. La pose de la première pierre a lieu le 1er octobre 1882, le dallage date de 1883. L’église est consacrée le 23 avril 1884. Derrière une façade en pierre de taille en grès, au centre de laquelle se dresse la tour clocher, se développe une nef rectangulaire plafonnée, terminée par un chœur voûté d’ogives. Elle abrite un mobilier de style néogothique et un orgue de Martin Rinckenbach.

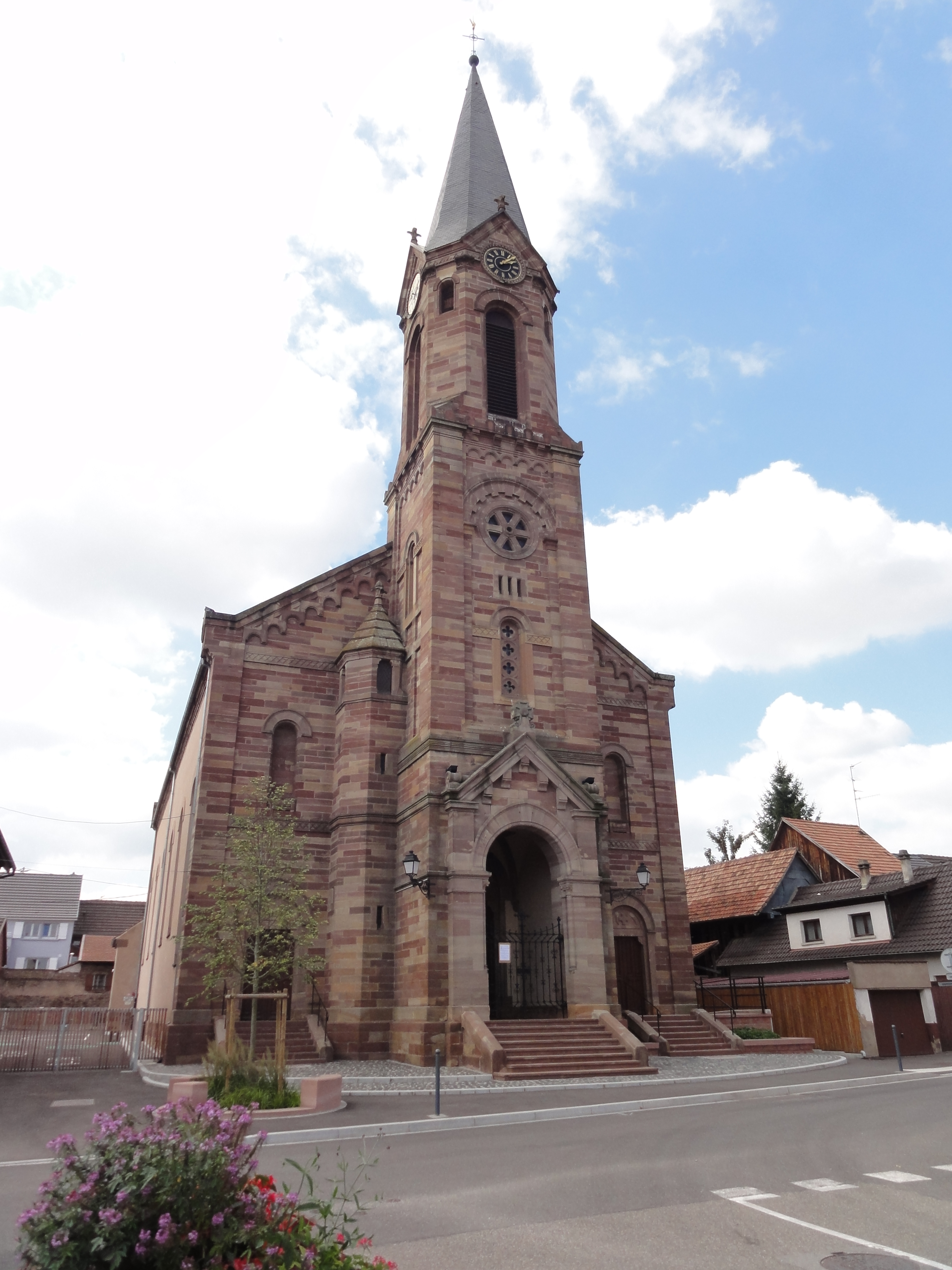
Église Saint Alexis (1882-1884).
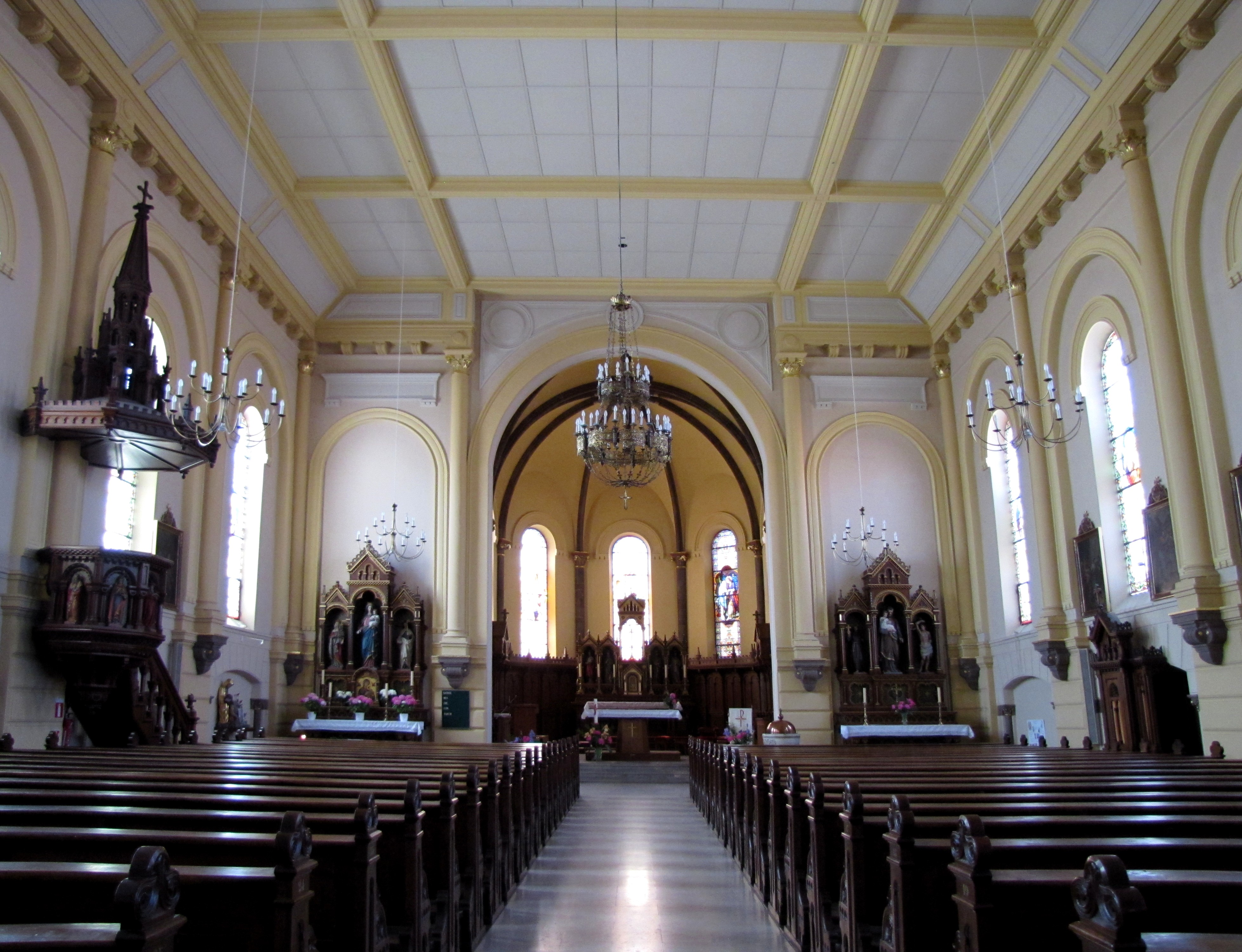
Vue intérieure de la nef vers le chœur.
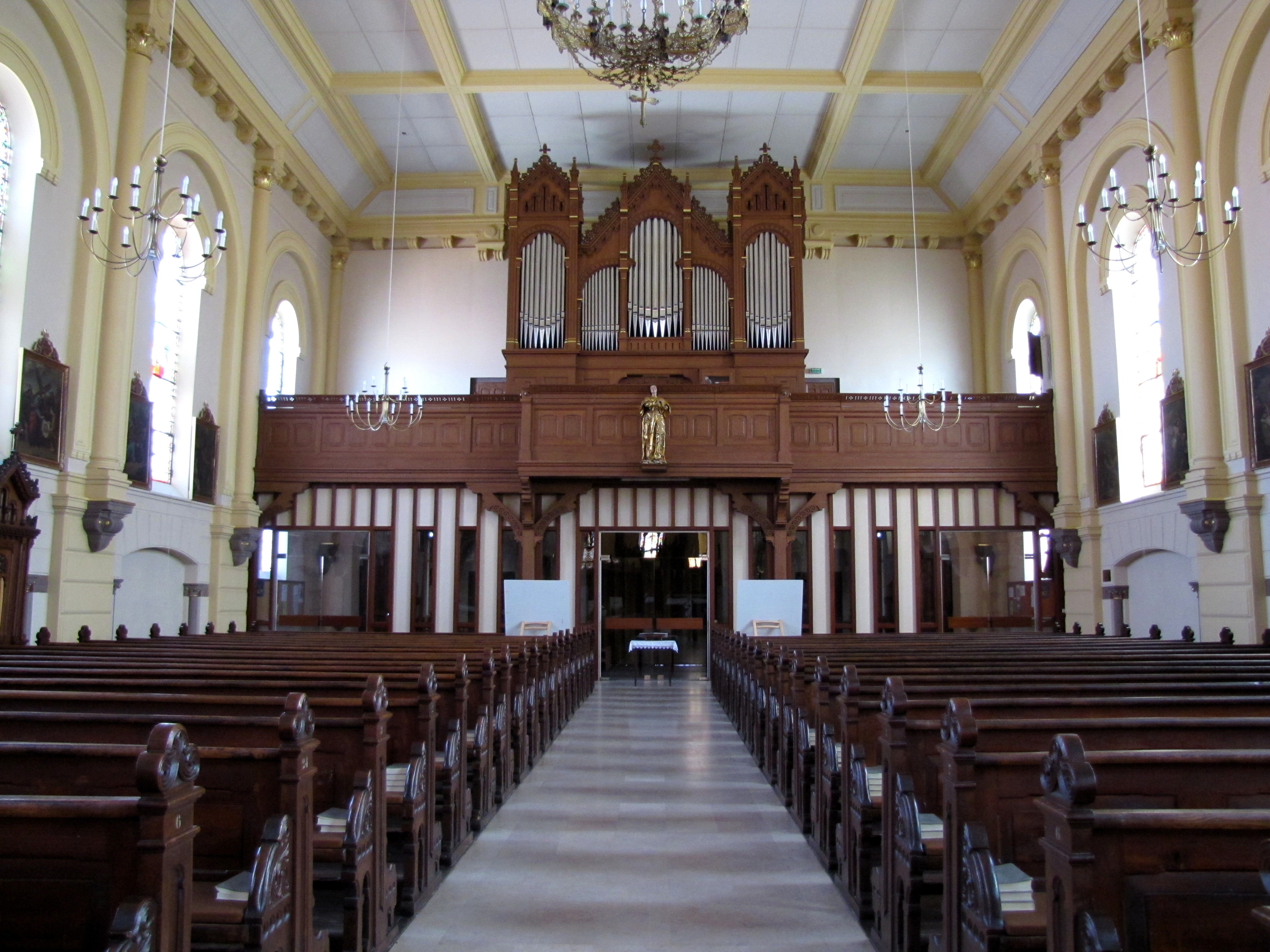
Vue de la nef vers la tribune de l'orgue Rinckenbach (1884).

- Ancienne église paroissiale (au cimetière, partiellement démolie) : date de fondation inconnue ; restaurée en 1624 ; nouvelle sacristie construite en 1685 ; chœur remanié en 1724 ; agrandissement de la nef et restauration de la sacristie en 1741 selon les plans de l'architecte du grand chapitre François Pinot de Strasbourg et par le maître maçon Simon Wiessner du Tyrol ; agrandissement de la nef en 1836 ; église démolie en 1884 ; de l'édifice ancien il ne reste que la sacristie, une partie du chœur avec une porte datée 1742 et deux fenêtres qui constituent la chapelle du cimetière avec inscription sur la clef de voûte de l'ancienne sacristie relative à la période protestante du village entre 1524 et 1624 et à la restauration de 1724.
- Mairie : de facture contemporaine mais de style néogothique avec son pignon à gradins, clin d’œil à une architecture qui, en France, ne se rencontre qu’en Flandres et en Alsace.
- Chèvrerie : Griesheim-près-Molsheim possède une chèvrerie aménagée en ferme pédagogique sur les hauteurs du village : 60 chèvres, des boucs (ainsi que des cochons, des ânes et autres volatiles). Visitable. Familiarisation avec les technologies nouvelles et les méthodes de conduites traditionnelles, traite commentée. Fabrication de fromages de chèvre au lait cru moulé à la louche vendu sur place.

### Équipements

#### Éducatifs et culturels
- 3 écoles, assurant l’enseignement maternel et élémentaire, dont une assurant également l’accueil périscolaire
- une bibliothèque,
- un sentier botanique et un sentier bucolique,
- une aire de jeux.

#### Sportifs
- une salle de basket,
- un terrain de football,
- des courts de tennis,
- un terrain multisport
- un parcours dit Pumptrack avec 3 pistes,
- des terrains d’entrainement et un club house pour les cavaliers.

## Animation culturelle et loisirs

### Fête patronale

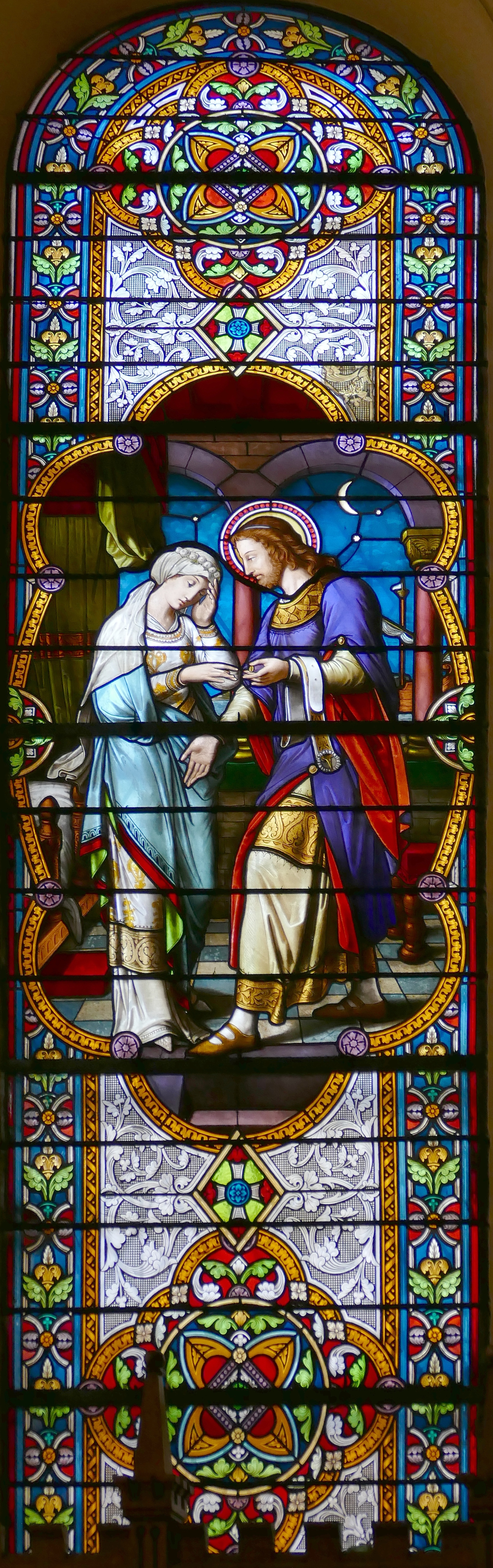
Église Saint-Alexis. Verrière du chœur "Vie de saint Alexis" (Burckhardt Frères, 1885).

Griesheim fête son saint patron Alexis le 17 juillet.
Saint Alexis est né à Rome, entre 395 et 408. Fils unique d’un illustre sénateur, il reçoit une éducation brillante, lui inculquant que le meilleur usage des richesses consiste à les partager avec les pauvres. Fiancé contre son gré, sa foi grandissante en dieu le pousse à s’enfuir secrètement et s’embarquer vers la Mésopotamie. Il passe alors son temps à prier sous le portail du sanctuaire de Notre-Dame d’Edesse, devant une image de la Vierge. Après 17 années, Marie glorifie son serviteur par un miracle qui se répand aussitôt dans la ville et génère la vénération du Saint. Afin de rester humble, il quitte la ville. L’Esprit-Saint lui inspire l’idée de retourner à Rome et de mendier une place dans la maison paternelle.
Saint Alexis revient alors vivre 17 nouvelles années en parfait inconnu, pauvre et méprisé, à l’endroit même où il avait été entouré d’estime et d’honneurs. Ce temps écoulé, Dieu vient alors lui ordonner de rédiger l’histoire de sa vie. Alexis comprend qu’il va mourir, mais obéit. À sa mort, la lecture du parchemin de son autobiographie répand un cri d’admiration dans Rome.
Les épisodes de la vie de saint Alexis sont représentés sur les trois vitraux du chœur de l’église.